# Стромболи, земля Божья
«Стромболи, земля Божья» (итал. Stromboli terra di Dio) — итальянский драматический кинофильм режиссёра Роберто Росселлини, снятый в 1950 году. Считается классическим примером итальянского неореализма в кинематографе.

## Сюжет
Литовская беженка Карин в ходе Второй мировой войны оказывается в итальянском лагере для военнопленных, и там, чтобы получить гражданство и вид на жительство, выходит замуж за рыбака Антонио. Супруги отправляются жить на малую родину Антонио, остров Стромболи, однако это удалённое от цивилизации местечко сразу же разочаровывает привыкшую к большим городам Карин — слишком велики культурные различия между ней и немногочисленными местными жителями. Женщина пытается приспособиться к новой обстановке, делает в доме ремонт, налаживает дружеские отношения со священником, но в итоге по незнанию нарушает местные обычаи и становится среди островитян белой вороной, а муж в порыве ревности избивает её.
Забеременев, Карин во что бы то ни стало решает сбежать отсюда и ночью по совету смотрителя маяка пешком отправляется в противоположную часть острова, в соседнее поселение, где есть морское сообщение с континентом. Тем не менее, путь пролегает через извергающийся вулкан, преодоление горных склонов постепенно кажется ей невозможным, в отчаянии женщина, до этого считавшая себя атеисткой, просит помощи у Бога и без сил теряет сознание. На рассвете Карин просыпается, и её охватывает восторг перед таинственностью и красотой этих мест, она просит у Бога сил на то, чтобы защитить ребенка.

## Производство
Изначально Росселлини собирался пригласить на главную роль актрису Анну Маньяни, но на этапе подготовки сценария ему неожиданно пришло письмо от шведско-американской звезды Ингрид Бергман, в котором та сообщила, что очень любит фильмы «Рим, открытый город» и «Пайза», поэтому в любое время готова приехать сниматься в Италию. На съёмочной площадке возник скандальный роман между режиссёром и актрисой, несмотря на то, что оба на тот момент состояли в браке; позже они поженились.
Практически все сцены снимались без декораций в реальной деревне Стромболи, причём большинство задействованных в картине людей — местные жители, в том числе исполнитель роли мужа Марио Витале, который до того момента был обычным рыбаком. Единственными профессиональными актёрами помимо Бергман были Ренцо Чезана и Марио Спонцо, сыгравшие священника и смотрителя маяка соответственно. Оказавшись на острове и познакомившись с бытом местных жителей, Росселлини решил добавить в сценарий дополнительные документальные сцены, к которым относятся эвакуация жителей во время извержения вулкана и коллективная ловля рыбы длинными сетями, так называемая «тоннара».

## Прокат и отзывы
Из-за скандала, вызванного любовной интригой между Росселлини и Бергман, фильм подвергся критике со стороны многих обозревателей и не пользовался особым успехом у зрителей. Особенно негативно эти тенденции проявились в США, где даже представители власти упрекали актрису в распутности. Отрицательное влияние на американский прокат оказал также конфликт режиссёра с издателем RKO Pictures, представители которого самостоятельно смонтировали «Стромболи» для американского релиза: в этой версии продолжительность фильма сократилась на 37 минут, пропали некоторые важные сцены. Если в режиссёрской версии финал остаётся открытым, то здесь закадровый голос сообщает, что душа Карин обретёт покой только после возвращения к мужу.
Изолированный остров Стромболи после выхода фильма посетило множество туристов из Италии и других европейских стран. По сей день здесь можно найти памятные информационные таблички с фотографиями съёмочного процесса, а главный местный бар, расположенный на центральной площади поселения, носит название «Ингрид». В США несколько пиццерий назвали новые варианты пиццы в честь фильма Росселлини.   
Фильм входил в конкурсную программу 11-го Венецианского кинофестиваля, а кроме того, в отреставрированном цифровом формате был показан на 69-м фестивале в 2012 году. Ингрид Бергман была удостоена премии «Серебряная лента» лучшей иностранной актрисе в итальянском фильме.
В 2012 году опрос критиков Sight & Sound Британского института кино включил его в список «250 величайших фильмов всех времен».